# دانيال نافارو
دانيال نافارو (بالإسبانية: Dani Navarro)‏ ولد بتاريخ 18 يوليو 1983 في خيخون، هو دراج إسباني في صنف سباق الدراجات على الطريق.

## سجل النتائج

### سباقات أو مراحل فاز بها
- طواف إسبانيا

### المراكز
- حقق المركز الـ 5 في كريثيديا دو دوفين 2013
- حقق المركز الـ 9 في سباق طواف فرنسا 2013
- حقق المركز الـ 9 في كريثيديا دو دوفين 2014
- حقق المركز الـ 10 في طواف إسبانيا 2014

## روابط خارجية
- دانيال نافارو على موقع الاتحاد الدولي للدراجات (الإنجليزية)
- دانيال نافارو على موقع أرشيف الدراجات (الإنجليزية)
- دانيال نافارو على موقع إحصائيات الدراجات الإحترافية (الإنجليزية)
- دانيال نافارو على موقع نسبة الدراجات (الإنجليزية)
- دانيال نافارو على موقع CycleBase (الإنجليزية)